# Esón

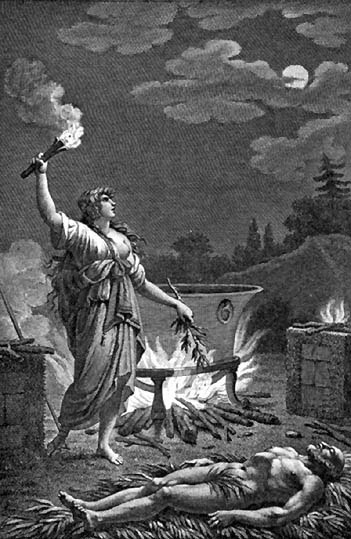
Nicolas-André Monsiau (1754 – 1837): Medea se dispone a resucitar y rejuvenecer a Esón.

Esón o Aesón (en griego antiguo Αἴσων) en la mitología griega, era el hijo de Tiro y Creteo, los cuales también tuvieron sus hermanos Feres y Amitaón. Esón era el padre de Jasón y Prómaco con Polímede o Polimela, la hija de Autólico. Otras fuentes dicen que la madre de sus hijos fue Alcimede o Anfínome; o que nació de Céfalo y Alcímede. La madre de Esón, Tiro tuvo otros dos hijos, Neleo y Pelias, con el dios del mar Poseidón.
Pelias estaba hambriento de poder y deseaba obtener el dominio de toda Tesalia. Con este fin, desterró a Neleo y a Feres y encerró a Esón en los calabozos de Yolco. Esón envió a Jasón para que fuera educado por Quirón, mientras que Pelias, temeroso de ser derrocado, fue advertido por un oráculo que tuviera cuidado con un hombre que llevara una sandalia.
Muchos años después, Pelias hizo venir a mucha gente para que participara en un sacrificio en honor de Poseidón, y Jasón, apresurándose a llegar a Yolco, perdió una de sus sandalias mientras atravesaba el río Anauro. Cuando Jasón entró en Yolco, Pelias vio que llevaba una sola sandalia, recordó el oráculo y preguntó a Jasón qué haría si se encontrara con el hombre que fuera a provocar su caída. Jasón le respondió que le enviaría a ese hombre a conseguir el vellocino de oro. Pelias tomó ese consejo y Jasón fue enviado para recuperar el vellocino de oro.
Durante la ausencia de Jasón, Pelias tenía la intención de matar a Esón. Sin embargo, Esón se suicidó al beber la sangre de un toro. Su esposa se ahorcó, y Pelias asesinó a su joven hijo Prómaco.
Otra versión dice que sobrevivió hasta que Jasón y su nueva esposa, Medea, volvieron a Yolco. Ella cortó la garganta de Esón, y puso su cadáver en una olla. Entonces Esón volvió a la vida como un hombre joven. Medea entonces le dijo a las hijas de Pelias que haría lo mismo por su padre. Las hijas de Pelias le cortaron la garganta, pero Medea se negó a resucitarlo, por lo que se quedó muerto.